# Tierras Altas de Mikulov
Las Tierras Altas de Mikulov (en checo: Mikulovská vrchovina) son una cadena montañosa de Moravia del Sur, en la República Checa. Las Tierras Altas, junto con la zona de Waschberg y la entrada de Inselberg en la Baja Austria, forman los Cárpatos del Sur de Moravia.

## Geografía
Las Tierras Altas de Mikulov se elevan al sur del río Dyje, entre Nový Přerov, los embalses de Nové Mlýny, Bulhary, Mikulov y la frontera austriaca. Las tierras altas tienen una superficie de 81 kilómetros cuadrados y una altura media de 263,4 metros. El pico más alto es Děvín, con 549 metros; otros picos son Obora (481 metros), Stolova hora (458 metros), Pálava (461 metros), Stará hora (351 metros) y Turold (385 metros).
Al norte se encuentra el valle del río Dyje, la frontera natural con Dolnomoravský Uval. Al este está la región montañosa entre el Dyje y el Včelínek, también del Dolnomoravský Uval. Al sureste se encuentra el Campo de Marzo, y al suroeste una cresta en Austria en la zona de Waschberg que forma el límite occidental del valle del Dyje. Las subunidades geomorfológicas forman Pálava (Colinas Pavlov) y el campo de colinas Milowitz (Milovická pahorkatina).
La sierra está parcialmente cercada y contiene varios viñedos que forman parte de la subregión vinícola (vinařská podoblast) Mikulovská. La mayor parte de la sierra forma parte, desde 1976, de la gran reserva natural del Paisaje Protegido de Pálava y desde 1986 está registrada por la UNESCO como reserva de la biosfera Dolní Morava.

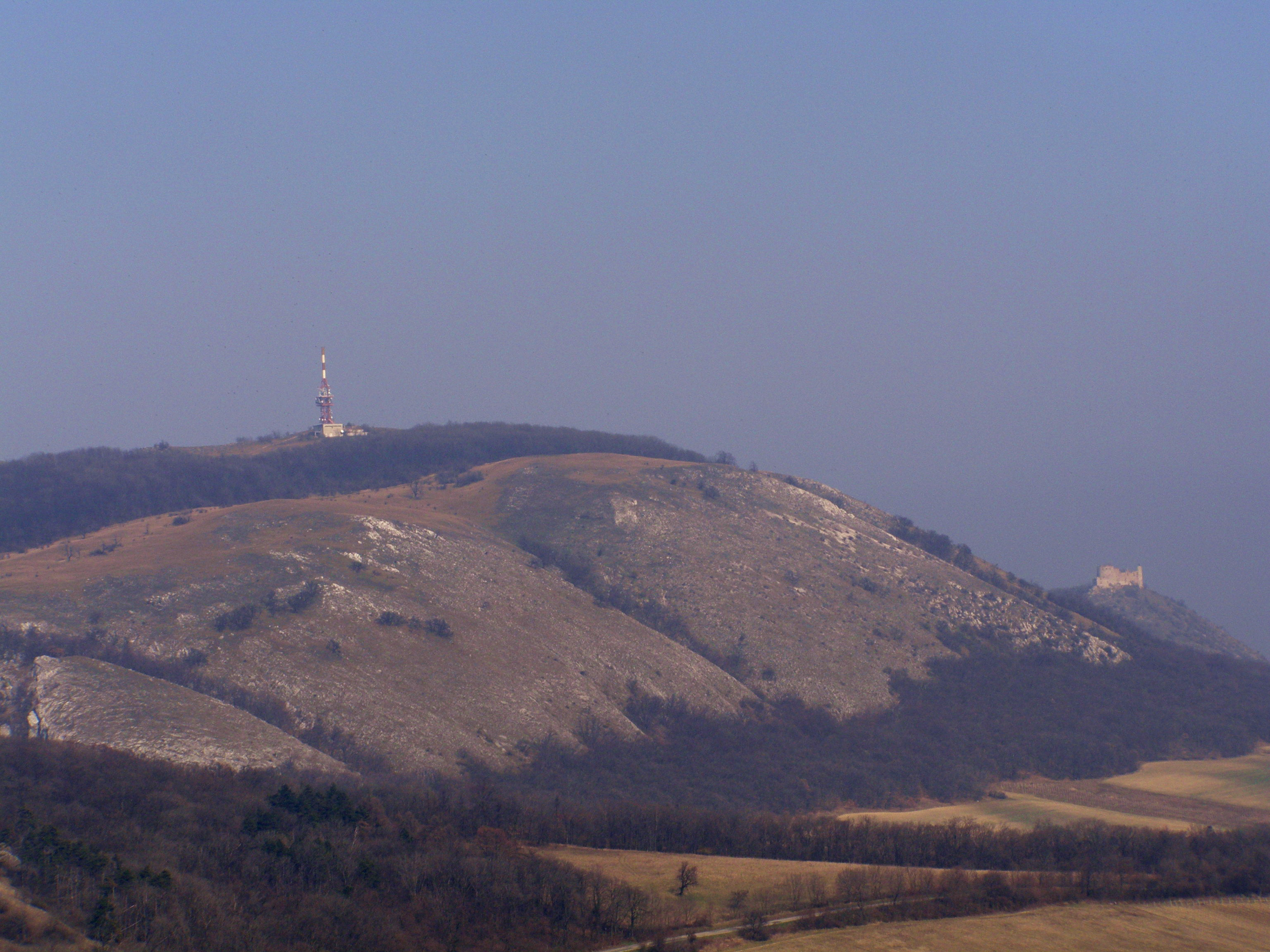
Devin, la mayor elevación de las tierras altas de Mikulov.